# Barrio La Esperanza
Barrio La Esperanza o Esperanza el Quince es un barrio argentino ubicado en el distrito Ingeniero Gustavo André del Lavalle, Provincia de Mendoza. Se encuentra 2 km al este de la Ruta Nacional 142, a 1 km del barrio La Floresta y 2,5 km de la cabecera distrial.
El barrio fue edificado en 1999. En 2009 contaba con un total de 42 lotes de los cuales 20 estaban edificados.
En el censo de 2001 figuraba como un componente de la localidad de Ingeniero Gustavo André .